# Ectobius sardous
Ectobius sardous är en kackerlacksart som beskrevs av Baccetti 1991. Ectobius sardous ingår i släktet Ectobius och familjen småkackerlackor. Inga underarter finns listade i Catalogue of Life.